# Plancha litográfica
Una plancha litográfica es una lámina, generalmente de aluminio, usada en la industria de las artes gráficas para la producción de piezas impresas sobre papel. Contiene la información de color del diseño (imagen del diseño según la separación de color requerida), ésta se coloca en la máquina de impresión offset y se impone sobre la hoja de papel para obtener la página impresa. 

## Información de color
Para la impresión de piezas gráficas, se requiere revelar planchas bajo el Modelo de color CMYK (cian, magenta, amarillo y negro) o tintas planas para que la reproducción del ‘arte’ cumpla con los patrones de color esperados. Cada plancha debe estar con unos parámetros establecidos de lineatura y ángulos a fin de que la composición de la imagen al momento de la reproducción sea correcta.

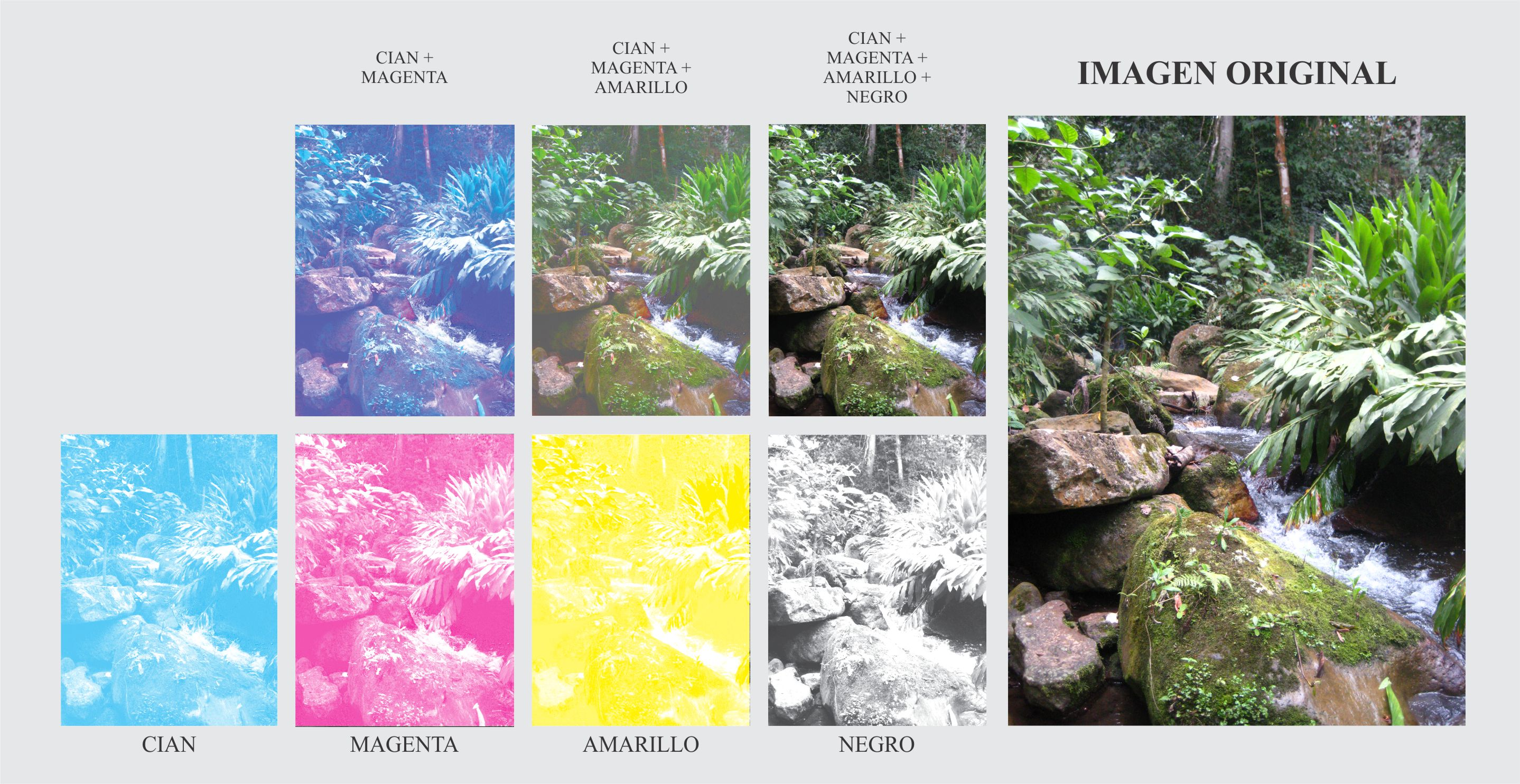
En la parte inferior se puede identificar la información de color de la imagen (cian, magenta, amarillo, negro). En la parte superior se puede apreciar cómo se compone la imagen con la superposición de los colores en el modelo CMYK

## Lineatura de trama
Las máquinas de impresión son incapaces de reproducir tonos continuos; por lo tanto, la imagen se convierte en una serie de puntos de diferentes tamaños y distancias entre sí. La lineatura de trama se entiende como el número de líneas de puntos por centímetro o por pulgada. Así, podemos encontrar imágenes tramadas con una lineatura de 85 l/p o 175 l/p.

## Tipos de planchas
Actualmente se manejan en la industria planchas de aluminio y electrostáticas. Las planchas electrostáticas se presentan como una solución económica para la producción de piezas en formato pequeño. Consiste en una lámina polimérica que se procesa en una impresora láser especial, como una impresión convencional sobre una hoja. En el software se ajustan las especificaciones técnicas y se imprime la lámina, que posteriormente se monta en la máquina litográfica para la producción. Los formatos en los que se encuentran son para impresión en tamaño octavo y doble carta.

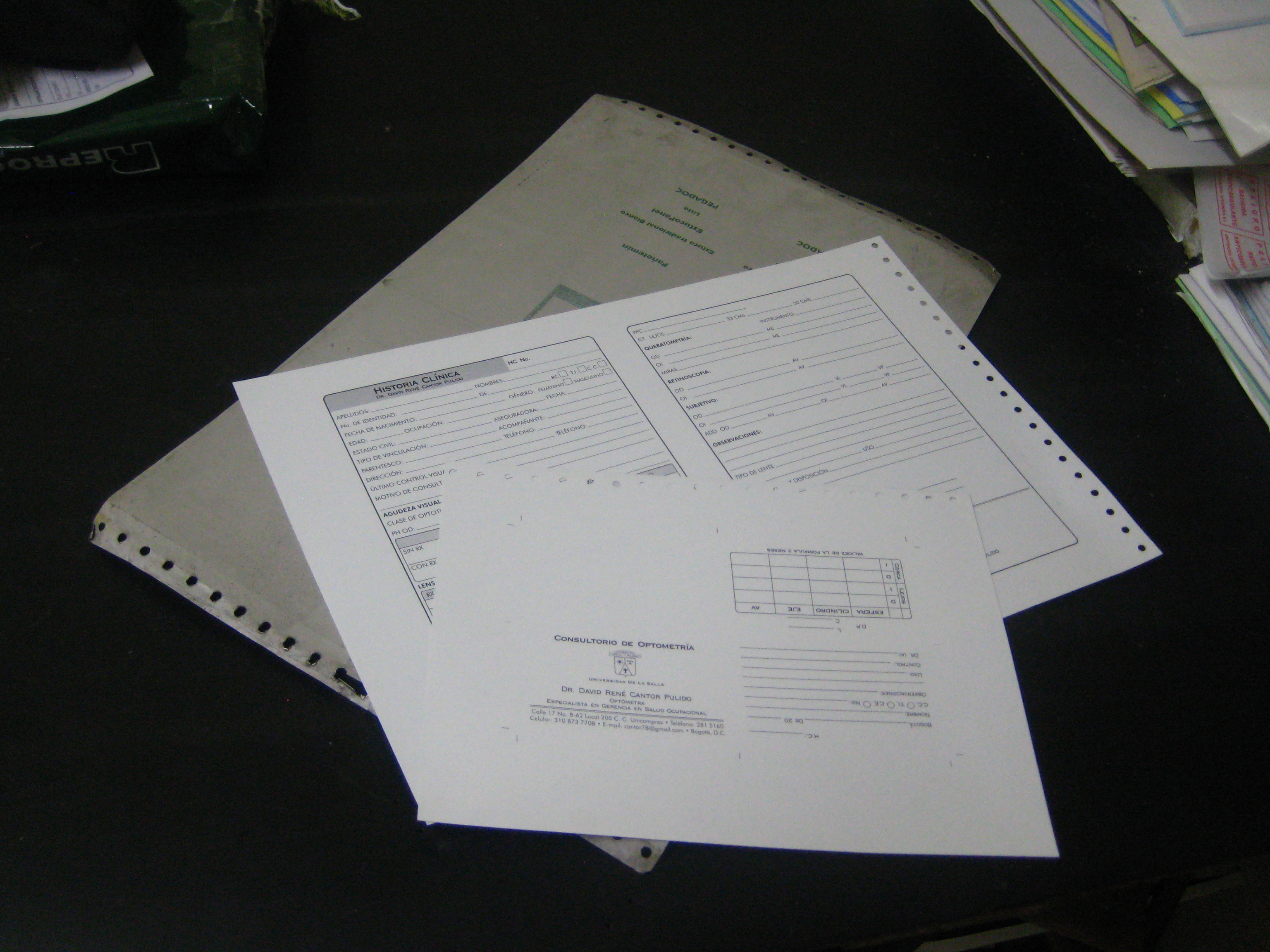
En la imagen se aprecia una plancha metálica tamaño octavo (al fondo) y dos planchas electrostáticas.

## Formatos de planchas
En la siguiente tabla se relacionan las medidas comerciales de las planchas metálicas que se encuentran en el mercado.
| Referencia   | Tamaño(cm)  |
| ------------ | ----------- |
| Octavo       | 38.1 x 25.4 |
| Doble Carta  | 27.8 x 45.9 |
| Ev-dick      | 27.4 x 47.5 |
| Doble Oficio | 37.0 x 47.0 |
| Cuarto       | 52.0 x 40.0 |
| Cuarto Mayor | 65.0 x 55.0 |
| Medio Pliego | 61.5 x 72.4 |

## CTP
Computer to Plate o simplemente CtP es una tecnología de artes gráficas por medio de la cual las placas de offset o flexográfica son copiadas por máquinas manipuladas directamente de un computador, mejorando notablemente el sistema tradicional de copiado de placas por medio de películas fotográficas. En español se traduce como "Directo a Placa" o "Directo a Plancha".

Anteriormente para el proceso de bajado de planchas se requería del revelado de una película y posteriormente se hacía la imposición sobre la lámina metálica y se daba un tiempo de exposición en una máquina, para luego proceder con el revelado de la plancha con químicos especiales. Actualmente gracias a la incursión del CTP se ha omitido el proceso de bajado de películas, ahorrando tiempo y costos de producción.